# Liga MX 2016/17
Die Saison 2016/17 der mexikanischen Fußballliga MX begann am Freitag, 15. Juli 2016 mit der Begegnung zwischen dem Club Tijuana Xoloitzcuintles de Caliente und dem Club Atlético Monarcas Morelia. Die beiden Tore zum 2:0-Sieg für den Gastgeber erzielte der kolumbianische Stürmer Dayro Moreno.

## Veränderungen
Die am Ende der Vorsaison abgestiegenen Dorados de Sinaloa, die erst ein Jahr zuvor in die höchste Spielklasse aufgestiegen waren, werden ersetzt durch den Aufsteiger der Vorsaison, Necaxa.

## Liguillas der Apertura 2016

### Viertelfinale
|              | Gesamt |                | Hinspiel | Rückspiel |
| ------------ | ------ | -------------- | -------- | --------- |
| Club León    | 5:3    | Club Tijuana   | 3:0      | 2:3       |
| UNAM Pumas   | 2:7    | UANL Tigres    | 2:2      | 0:5       |
| Club Necaxa  | 2:1    | CF Pachuca     | 2:1      | 0:0       |
| Club América | 2:1    | CD Guadalajara | 1:1      | 1:0       |

### Halbfinale
|             | Gesamt |              | Hinspiel | Rückspiel |
| ----------- | ------ | ------------ | -------- | --------- |
| Club León   | 1:3    | UANL Tigres  | 0:1      | 1:2       |
| Club Necaxa | 1:3    | Club América | 1:1      | 0:2       |

### Finale
Nachdem beide Spiele zwischen dem Meister der Apertura der Vorsaison, den UANL Tigres, und dem Teilnehmer der wenige Tage zuvor in Japan zu Ende gegangenen FIFA-Klub-Weltmeisterschaft 2016, dem Club América, 1:1 endeten, musste der Meister im Elfmeterschießen ermittelt werden. In diesem setzten die Tigres sich mit 3:0 durch und gewannen ihren fünften Meistertitel. Auch im letzten Meisterschaftsfinale hatten sich die Tigres (damals mit 4:2 gegen den anderen Hauptstadtverein UNAM Pumas) im Elfmeterschießen durchgesetzt, während der Club América auch im Spiel um den dritten Platz bei der Klub-WM gegen den kolumbianischen Vertreter Atlético Nacional (mit 3:4) im Elfmeterschießen unterlegen war.
|              | Gesamt |             | Hinspiel | Rückspiel |
| ------------ | ------ | ----------- | -------- | --------- |
| Club América | 2:2    | UANL Tigres | 1:1      | 1:1 n. V. |

## Liguillas der Clausura 2017

### Viertelfinale
Im Viertelfinale kommt es gleich zu den beiden Stadtderbys, die es außerhalb der Hauptstadt in der höchsten mexikanischen Spielklasse gibt (dem älteren Clásico Tapatío und dem jüngeren Clásico Regiomontano), während sich kein Verein aus Mexiko-Stadt (weder América noch Cruz Azul oder UNAM Pumas) für die Liguillas qualifizieren konnte. Während die Tigres sich im Derby klar mit 6:1 durchsetzen können, erreicht der elfmalige Meister Chivas Guadalajara nach einem 1:1 im Gesamtergebnis gegen Atlas nur aufgrund der besseren Tabellenposition in der Punktspielrunde das Halbfinale.
|                  | Gesamt |                  | Hinspiel | Rückspiel |
| ---------------- | ------ | ---------------- | -------- | --------- |
| UANL Tigres      | 6:1    | CF Monterrey     | 4:1      | 2:0       |
| CF Atlas         | 1:1    | CD Guadalajara   | 1:0      | 0:1       |
| Monarcas Morelia | 1:2    | Club Tijuana     | 1:0      | 0:2       |
| Santos Laguna    | 4:5    | Deportivo Toluca | 1:4      | 3:1       |

### Halbfinale
Auch in dieser Runde setzen die Tigres sich souverän durch, während der CD Guadalajara erneut von seiner besseren Platzierung in der Punktspielrunde profitiert.
|                  | Gesamt |                | Hinspiel | Rückspiel |
| ---------------- | ------ | -------------- | -------- | --------- |
| Deportivo Toluca | 2:2    | CD Guadalajara | 1:1      | 1:1       |
| UANL Tigres      | 4:0    | Club Tijuana   | 2:0      | 2:0       |

### Finale
Die Finalpaarung zwischen dem Titelverteidiger UANL Tigres und dem früheren Rekordmeister CD Guadalajara kam erstmals in der Geschichte der mexikanischen Liga MX zustande. Durch den Sieg gewann Guadalajara seinen zwölften Titel und zog wieder mit seinem Erzrivalen América als gemeinsamer Rekordmeister gleich.
|             | Gesamt |                | Hinspiel | Rückspiel |
| ----------- | ------ | -------------- | -------- | --------- |
| UANL Tigres | 3:4    | CD Guadalajara | 2:2      | 1:2       |

## Tabellen

### Abschlusstabelle der Apertura 2016
| Pl. | Verein             | Sp. | S  | U | N  | Tore    | Diff. | Punkte |
| --- | ------------------ | --- | -- | - | -- | ------- | ----- | ------ |
| 1.  | Club Tijuana       | 17  | 10 | 3 | 4  | 025:130 | +12   | 33     |
| 2.  | CF Pachuca         | 17  | 9  | 4 | 4  | 036:210 | +15   | 31     |
| 3.  | UANL Tigres        | 17  | 8  | 6 | 3  | 022:130 | +9    | 30     |
| 4.  | Chivas Guadalajara | 17  | 8  | 4 | 5  | 021:170 | +4    | 28     |
| 5.  | Club América       | 17  | 7  | 7 | 3  | 029:260 | +3    | 28     |
| 6.  | UNAM Pumas         | 17  | 8  | 3 | 6  | 028:220 | +6    | 27     |
| 7.  | Club Necaxa        | 17  | 6  | 8 | 3  | 024:180 | +6    | 26     |
| 8.  | Club León          | 17  | 7  | 5 | 5  | 025:250 | ±0    | 26     |
| 9.  | CF Monterrey       | 17  | 6  | 7 | 4  | 030:210 | +9    | 25     |
| 10. | Deportivo Toluca   | 17  | 6  | 6 | 5  | 022:210 | +1    | 24     |
| 11. | Querétaro FC       | 17  | 5  | 5 | 7  | 020:240 | −4    | 20     |
| 12. | Puebla FC          | 17  | 5  | 5 | 7  | 025:300 | −5    | 20     |
| 13. | Monarcas Morelia   | 17  | 5  | 5 | 7  | 028:340 | −6    | 20     |
| 14. | Cruz Azul          | 17  | 4  | 7 | 6  | 025:230 | +2    | 19     |
| 15. | CF Atlas           | 17  | 4  | 7 | 6  | 021:250 | −4    | 19     |
| 16. | Santos Laguna      | 17  | 4  | 4 | 9  | 019:300 | −11   | 16     |
| 17. | TR Veracruz        | 17  | 3  | 3 | 11 | 022:380 | −16   | 12     |
| 18. | Chiapas FC         | 17  | 2  | 3 | 12 | 009:300 | −21   | 09     |

### Abschlusstabelle der Clausura 2017
| Pl. | Verein             | Sp. | S | U  | N  | Tore    | Diff. | Punkte |
| --- | ------------------ | --- | - | -- | -- | ------- | ----- | ------ |
| 1.  | Club Tijuana       | 17  | 9 | 4  | 4  | 030:220 | +8    | 31     |
| 2.  | CF Monterrey       | 17  | 7 | 6  | 4  | 026:180 | +8    | 27     |
| 3.  | Chivas Guadalajara | 17  | 7 | 6  | 4  | 021:180 | +3    | 27     |
| 4.  | Deportivo Toluca   | 17  | 8 | 3  | 6  | 021:200 | +1    | 27     |
| 5.  | Santos Laguna      | 17  | 5 | 11 | 1  | 025:200 | +5    | 26     |
| 6.  | CF Atlas           | 17  | 7 | 5  | 5  | 024:200 | +4    | 26     |
| 7.  | UANL Tigres        | 17  | 7 | 4  | 6  | 026:120 | +14   | 25     |
| 8.  | Monarcas Morelia   | 17  | 6 | 6  | 5  | 019:160 | +3    | 24     |
| 9.  | Club América       | 17  | 7 | 3  | 7  | 019:190 | ±0    | 24     |
| 10. | CF Pachuca         | 17  | 6 | 6  | 5  | 016:160 | ±0    | 24     |
| 11. | Cruz Azul          | 17  | 5 | 6  | 6  | 019:200 | −1    | 21     |
| 12. | Club Necaxa        | 17  | 5 | 6  | 6  | 016:210 | −5    | 21     |
| 13. | TR Veracruz        | 17  | 7 | 0  | 10 | 014:200 | −6    | 21     |
| 14. | Club León          | 17  | 5 | 5  | 7  | 021:230 | −2    | 20     |
| 15. | Querétaro FC       | 17  | 5 | 4  | 8  | 021:270 | −6    | 19     |
| 16. | Chiapas FC         | 17  | 5 | 4  | 8  | 018:280 | −10   | 19     |
| 17. | UNAM Pumas         | 17  | 5 | 3  | 9  | 021:300 | −9    | 18     |
| 18. | Puebla FC          | 17  | 4 | 4  | 9  | 018:250 | −7    | 16     |

### Kreuztabelle 2016/17
Die Kreuztabelle stellt die Ergebnisse aller Spiele dieser Saison dar. Der Name der Heimmannschaft ist in der linken Spalte, das Logo der Gastmannschaft in der oberen Zeile aufgelistet.
| 2016/17       | AME | Atlas | CHP | Cruz Azul | Guadalajara | León | Monterrey | Morelia | Necaxa | Pachuca | Puebla | Querétaro | Santos Laguna | TIJ | Toluca | UNL | UNAM | Veracruz |
| ------------- | --- | ----- | --- | --------- | ----------- | ---- | --------- | ------- | ------ | ------- | ------ | --------- | ------------- | --- | ------ | --- | ---- | -------- |
| América       |     | 1:2   | 2:0 | 2:0       | 0:3         | 0:2  | 1:0       | 1:1     | 1:0    | 2:3     | 0:0    | 1:0       | 3:1           | 1:0 | 3:1    | 0:3 | 2:1  | 1:0      |
| Atlas         | 1:1 |       | 0:1 | 1:1       | 1:2         | 2:0  | 3:1       | 3:1     | 0:0    | 1:0     | 3:2    | 2:1       | 1:1           | 3:3 | 1:1    | 2:0 | 1:1  | 1:0      |
| Chiapas       | 2:0 | 1:0   |     | 0:3       | 4:3         | 0:0  | 1:4       | 1:2     | 2:2    | 0:2     | 0:3    | 1:2       | 2:2           | 1:2 | 1:0    | 1:0 | 0:3  | 1:1      |
| Cruz Azul     | 3:4 | 0:1   | 2:0 |           | 2:1         | 2:3  | 2:2       | 1:1     | 1:0    | 2:1     | 1:2    | 1:1       | 3:1           | 1:2 | 0:1    | 0:0 | 0:0  | 5:3      |
| Guadalajara   | 1:0 | 2:2   | 2:0 | 3:2       |             | 1:1  | 1:0       | 2:1     | 1:1    | 1:2     | 3:2    | 0:0       | 1:1           | 0:1 | 2:0    | 0:1 | 2:1  | 2:0      |
| León          | 1:1 | 4:1   | 0:0 | 1:2       | 1:1         |      | 0:3       | 3:1     | 0:0    | 2:4     | 1:0    | 2:1       | 2:2           | 2:4 | 2:3    | 3:2 | 0:1  | 4:0      |
| Monterrey     | 1:1 | 2:0   | 4:1 | 1:1       | 2:2         | 0:0  |           | 1:2     | 2:1    | 1:0     | 1:1    | 4:1       | 5:2           | 0:0 | 1:1    | 1:0 | 2:0  | 4:0      |
| Morelia       | 0:2 | 3:2   | 3:2 | 1:1       | 0:0         | 1:2  | 1:2       |         | 2:1    | 1:5     | 2:3    | 2:2       | 1:1           | 2:0 | 1:2    | 0:2 | 4:0  | 1:0      |
| Necaxa        | 1:1 | 1:1   | 2:2 | 0:0       | 0:0         | 0:1  | 1:1       | 2:1     |        | 1:0     | 3:1    | 1:4       | 2:1           | 1:1 | 3:1    | 1:1 | 2:2  | 3:2      |
| Pachuca       | 3:3 | 3:2   | 1:0 | 2:2       | 0:0         | 5:1  | 1:1       | 0:0     | 1:0    |         | 0:0    | 2:0       | 3:0           | 2:2 | 0:0    | 1:0 | 3:0  | 1:0      |
| Puebla        | 2:2 | 1:1   | 3:0 | 2:1       | 0:2         | 2:2  | 2:3       | 0:1     | 0:1    | 1:1     |        | 0:0       | 0:0           | 3:2 | 0:2    | 0:2 | 0:3  | 3:2      |
| Querétaro     | 1:1 | 1:4   | 2:2 | 0:0       | 0:1         | 2:1  | 1:0       | 0:0     | 1:2    | 3:0     | 2:1    |           | 1:1           | 0:1 | 2:3    | 1:5 | 4:3  | 2:0      |
| Santos Laguna | 2:1 | 2:2   | 2:0 | 2:2       | 0:1         | 1:0  | 2:2       | 2:4     | 2:2    | 1:0     | 2:0    | 1:0       |               | 1:2 | 2:2    | 0:0 | 3:1  | 2:1      |
| Tijuana       | 0:0 | 1:0   | 2:0 | 1:0       | 4:0         | 2:0  | 2:0       | 2:0     | 1:2    | 2:3     | 6:2    | 2:1       | 1:1           |     | 2:0    | 0:1 | 1:0  | 1:0      |
| Toluca        | 2:1 | 4:1   | 0:1 | 0:2       | 2:1         | 1:1  | 1:1       | 2:2     | 2:0    | 2:0     | 1:3    | 1:2       | 1:2           | 0:1 |        | 0:0 | 2:1  | 1:0      |
| U.A.N.L.      | 4:2 | 0:0   | 1:0 | 0:0       | 3:0         | 0:1  | 1:1       | 1:1     | 0:2    | 4:2     | 2:1    | 1:2       | 0:0           | 3:0 | 0:1    |     | 4:0  | 1:1      |
| U.N.A.M.      | 2:3 | 2:0   | 1:0 | 1:0       | 1:0         | 1:0  | 5:3       | 1:1     | 3:1    | 1:1     | 0:1    | 4:1       | 2:1           | 3:3 | 0:1    | 1:3 |      | 0:2      |
| Veracruz      | 2:4 | 1:0   | 2:0 | 3:1       | 0:1         | 2:3  | 1:0       | 1:3     | 0:1    | 1:0     | 3:2    | 1:0       | 2:0           | 2:1 | 2:2    | 0:3 | 1:4  |          |

### Torschützenliste der Apertura - Reguläre Saison
Bei gleicher Anzahl an Toren sind die Spieler alphabetisch sortiert.
| Platz                  | Spieler            | Mannschaft       | Tore |
| ---------------------- | ------------------ | ---------------- | ---- |
| 01                     | Dayro Moreno       | Club Tijuana     | 11   |
|                        | Raúl Ruidíaz       | Monarcas Morelia | 11   |
| 03                     | Mauro Boselli      | Club León        | 10   |
|                        | Rogelio Funes Mori | CF Monterrey     | 10   |
|                        | Silvio Romero      | Club América     | 10   |
| 06                     | Franco Jara        | CF Pachuca       | 09   |
|                        | Edson Puch         | Club Necaxa      | 09   |
| 08                     | Matías Alustiza    | Puebla FC        | 08   |
| 09                     | Hirving Lozano     | CF Pachuca       | 07   |
|                        | Ismael Sosa        | UANL Tigres      | 07   |
|                        | Camilo Sanvezzo    | Querétaro FC     | 07   |
|                        | Fernando Uribe     | Deportivo Toluca | 07   |
| Stand: Ende der Saison |                    |                  |      |

### Torschützenliste der Clausura - Reguläre Saison
Bei gleicher Anzahl an Toren sind die Spieler alphabetisch sortiert.
| Platz                  | Spieler             | Mannschaft       | Tore |
| ---------------------- | ------------------- | ---------------- | ---- |
| 01                     | Raúl Ruidíaz        | Monarcas Morelia | 09   |
| 02                     | Matías Alustiza     | CF Atlas         | 08   |
|                        | Nicolás Castillo    | UNAM Pumas       | 08   |
|                        | André-Pierre Gignac | UANL Tigres      | 08   |
|                        | Avilés Hurtado      | Club Tijuana     | 08   |
|                        | Oribe Peralta       | Club América     | 08   |
| 07                     | Mauro Boselli       | Club León        | 07   |
| Stand: Ende der Saison |                     |                  |      |